# Friedrichsbach (Pöhlwasser)
Der Friedrichsbach ist ein rechter Nebenfluss des Pöhlwassers bei Schwarzenberg im sächsischen Erzgebirge.

## Verlauf
Der Bach, der in einer Holzordnung von 1560 bereits als Friedelsbach bezeichnet wurde, entspringt am Nordabhang des Fichtelberges. Hier hat der nach Nordwesten abfließende Bach ein tiefes Tal in den Gneis geschnitten, so wie auch der nahezu parallel verlaufende Luchsbach. Mit dem Bärskamm stellt sich ihm ein quarzitischer Härtling in den Weg, so dass der Abfluss markant um etwa 500 m nach links versetzt wurde. Vor dem Bärskamm fließt ihm von rechts ein etwa 2 km langer, heute unbenannter Bach zu. In den sächsischen Meilenblättern von 1790 findet sich die Bezeichnung Friedrichs-Kiel-Bach mit dem an der Quelle eingezeichneten Friedrich-Kiels-Waldhaus, das heute nicht mehr existiert. Hinter dem Bärskamm, bei der Gaststätte Ephraimhaus, nimmt er von rechts den Mückenbach auf. Und kurz vor der Mündung in das Pöhlwasser fließt ihm noch von rechts das Wernitzbächel zu, das fast im gesamten Verlauf Teil des FFH-Gebiets Pöhlwassertal mit Wernitzbächel ist.

## Besonderheiten
Der Friedrichsbach ist eines der wenigen Fließgewässer in Sachsen, die direkt zur Trinkwassergewinnung genutzt werden. Hierzu wurde ein Trinkwasserschutzgebiet von 477,21 Hektar eingerichtet. Die Aufbereitung des Wassers erfolgt durch den Zusatz von Calciumhydroxid zur Verbesserung des pH-Wertes sowie durch UV-Bestrahlung zur Desinfektion.